# اندیس پارسان
پارسان یک اندیس فلزی است که در حوالی شهر پاریز استان کرمان قرار دارد و مادهٔ معدنی موجود در آن، مس است.  